# Trịnh Minh Đích
Trịnh Minh Đích (2 tháng 8 năm 1939 – 16 tháng 8 năm 2022) là một sĩ quan Quân đội nhân dân Việt Nam, hàm Thiếu tá. Ông được trao danh hiệu Anh hùng Lực lượng Vũ trang Nhân dân.

## Khen thưởng
- Huân chương Chiến công hạng Nhất, Nhì, Ba
- Huân chương Chiến sĩ vẻ vang hạng Nhất, Nhì, Ba
- Huy chương Quân kỳ Quyết thắng
- Huy hiệu 55 năm tuổi Đảng